# طال (مغنية)

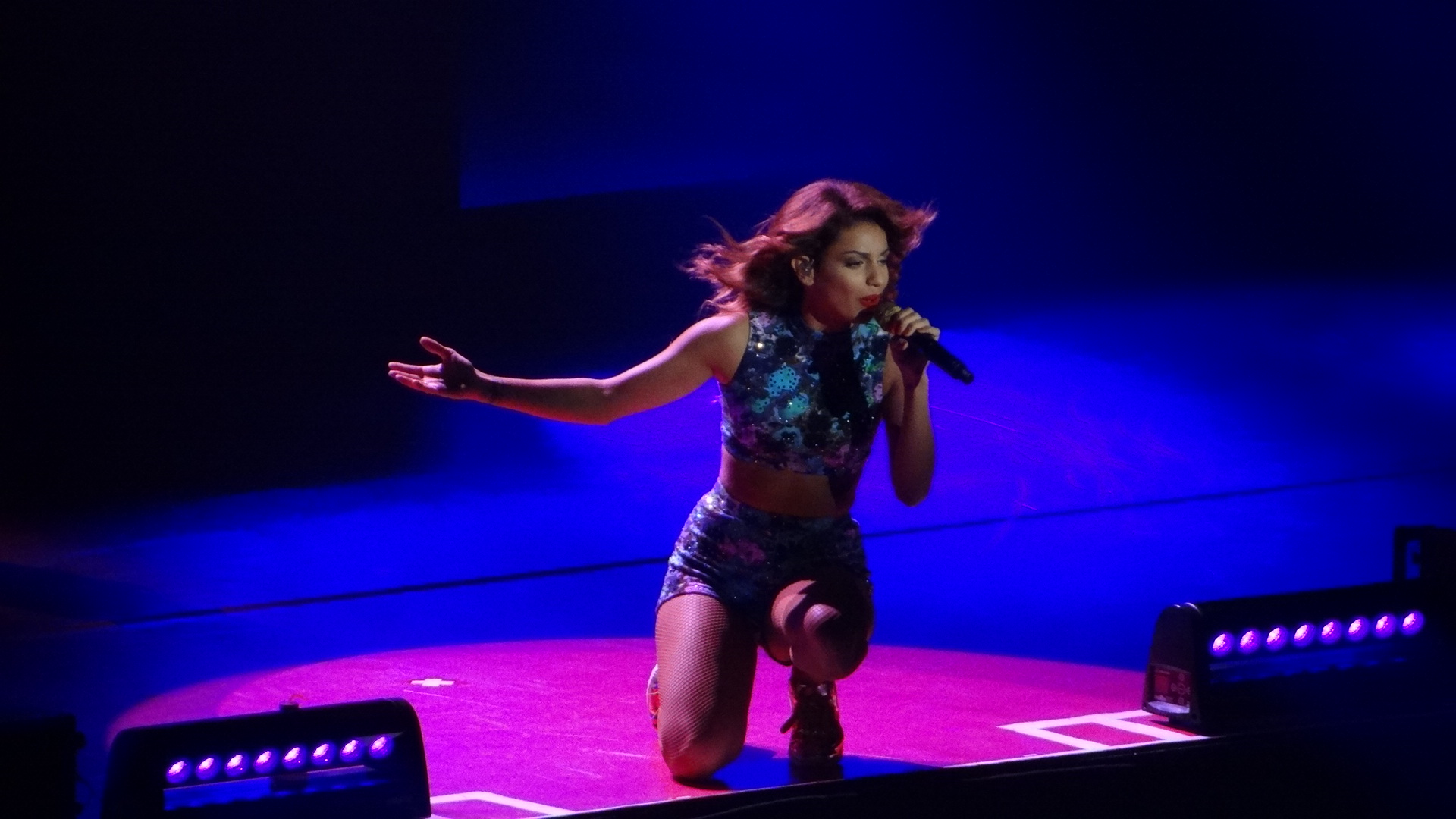
Tal, ليل (مدينة) 2014

طال بن يرزي (أحيانا تال -- باللغة الفرنسية Tal) مغنية ومؤلفة أغاني وراقصة فرنسية من أصول يهودية يمنية ومغربية. ربّت في عائلة موسيقية وكان والدها عازف غيتار وأمها مغنية مشهورة باسم Sem Azar. ولدت طال في إسرائيل عام 1989 وهاجرت العائلة إلى فرنسا وعمر طال سنة واحدة وسكنوا باريس.
تعلّمت عزف الإيتار والبيانو ومُّلت في فرقة مسرح باسم "Les Sales Gosses". لقاءها مع L'Aura Marciano وسّعت من آفاقها، وأصدرت ألبومها Le droit de rêver عام 2011 ومن أهم أغانيها "On avance" و"Le sens de la vie"
أصبح لديها شهرة مهمة في فرنسا وبلجيكا  تعاونت أيضا مع المغني شون بول في أغنية Waya Waya وأصدرت نسخة من أغنية "Le sens de la vie" مع L'Algérino في مزيج من الغناء والراب. . على يوتيوب

## وصلات خارجية
- طال على موقع IMDb (الإنجليزية)
- طال على موقع ألو سيني (الفرنسية)
- طال على موقع ميوزك برينز (الإنجليزية)
- طال على موقع أول ميوزيك (الإنجليزية)
- طال على موقع ديسكوغز (الإنجليزية)
- طال على موقع قاعدة بيانات الفيلم (الإنجليزية)

- الموقع الرسمي
- فيسبوك  على فيسبوك.
- تويتر
- يوتيوب